# Прядка Сергій Вікторович
Сергій Вікторович Прядка — український військовослужбовець

## Життєпис
Народився 16 січня 1999 в селі Андріївка Чернігівської області. 
Навчався в Чернігівському професійному ліцеї залізничного транспорту, де здобув фахи слюсаря з ремонту рухомого складу, помічника машиніста електровоза і тепловоза. Працював у Київському депо слюсарем. Також вступив на перший курс до Житомирської політехніки, заочно навчався за напрямом «Менеджмент». У 2019 році пішов до армії, а потім підписав контракт. Служив у 95-й окремій десантно-штурмовій бригаді. Був командиром зенітно-ракетного взводу.

## Загибель
Загинув під селом Терни Донецької області. Похований в рідному селі. Залишилися батько, мати та молодший брат 